# イロハモミジ
イロハモミジ（いろは紅葉・伊呂波紅葉、学名: Acer palmatum）は、ムクロジ科カエデ属の落葉小高木または落葉高木である。別名で、イロハカエデ、タカオカエデなどとも呼ばれるが、単にモミジと呼ばれることが多い。
日本では最もよく見られるカエデ属の種で、紅葉の代表種。本種より作られた園芸種も多い（#変種・園芸種を参照）。

## 名称
和名イロハモミジは、葉が手のひらのように5 - 7つ裂片があり、この裂片を「いろはにほへと」と数えたことに由来する。別名で、イロハカエデ（伊呂波楓）、タカオカエデ（高雄楓）、コハモミジ（小葉紅葉）、タカオモミジ（高雄紅葉）、チョウセンヤマモミジ（朝鮮山紅葉）ともよばれている。「タカオカエデ」の名は、京都の高雄山に多く、名所であることに由来する。また、「カエデ」は葉の形がカエルの手（前脚）の形に似ることから「蛙手」の意味で名付けられたものである。
春の新緑と秋の紅葉が美しく、一般に「モミジ」と言えば、カエデ類を代表して本種のことを指している。植物学では、カエデとモミジは区別していない。園芸上では、葉が鋭く深裂する場合はモミジ、浅く切れ込んでいる場合はカエデと称することが多い。
イロハモミジの花言葉は、「遠慮」「大切な思い出」とされる。
学名は「小さな手のカエデ」を意味する。ドイツ語での Fächerahornは「扇状のカエデ」の意味 。

## 分布・生育地
東アジア（日本、朝鮮半島の南部、中国、台湾）に自生する。
日本では、本州の福島県以南の太平洋側、四国、九州に分布し、平地から標高 1000メートル (m)  程度にかけての低山で多く見られる。秋の紅葉が見事で、各所にもみじの名所をつくる。山野に生えるほか、昔から人の手によって庭園や寺社の境内に植えられており、庭木としてよく使われている。

## 特徴
落葉広葉樹の小高木から高木。樹高4 - 15 m、幹の直径は 80センチメートル (cm) 以上に達する。樹皮は淡い灰褐色で、成木では縦に筋が入るが、若木のうちは滑らかである。一年枝は細く緑色や紅紫色で、日光が当たる側が赤く、日影側が緑色になる傾向がある。
葉は対生し、葉身は長さ 3.5 - 6 cm、幅 3 - 7 cm で、掌状に深く 5 - 7裂する。葉の大きさはカエデ類のなかで、最も小さい部類である。裂片は細く、葉縁には鋭い大小不揃いの二重鋸歯があり、裂片の先は長く尾状に伸びる。秋（10 - 12月）には黄褐色から橙色、紅色に紅葉して散る。ふつう、日当たりの良かった葉は赤く染まり、日当たりの悪かった葉は黄色くなることが多い。落ち葉は、雨天のとき以外は次第に丸まって色褪せていく。葉はオオモミジやヤマモミジなどに似るが、本種の葉は一回り小さく、鋸葉が粗く不揃いなところで区別される。
花期は春（4 - 5月）。雌雄同株で、雄花と両性花をつける。若葉の芽生えと同時に、本年枝の先に複散房花序を出して、直径 4 - 6ミリメートル (mm) の花を下垂してつける。花色は暗紫色で、5個の萼片と、黄緑色もしくは紫色を帯びる萼片より小さい 5個の花弁をもつ。雄しべは8個つく。風媒花で花後に果実をつける。
果実は翼果で、長さ1 - 2 cm 程度の翼があり、秋（10月ごろ）に熟すと風を受けて回転しながら飛ばされる。
冬芽は枝先に仮頂芽を2個つけ、枝に対生して側芽をつける。冬芽の芽鱗は8枚で外側の2枚が小さく、冬芽基部に毛や膜質の鱗片があるが、ない場合も多い。冬芽わきの葉痕は細くてわかりにくく、維管束痕は3個ある。
ヤマモミジとオオモミジは、本種の亜種とされることがある。オオモミジは、イロハモミジに似ているが全体に大きく、果序は下を向いたまま果実が熟していくのが特徴である。

イロハモミジのギャラリー
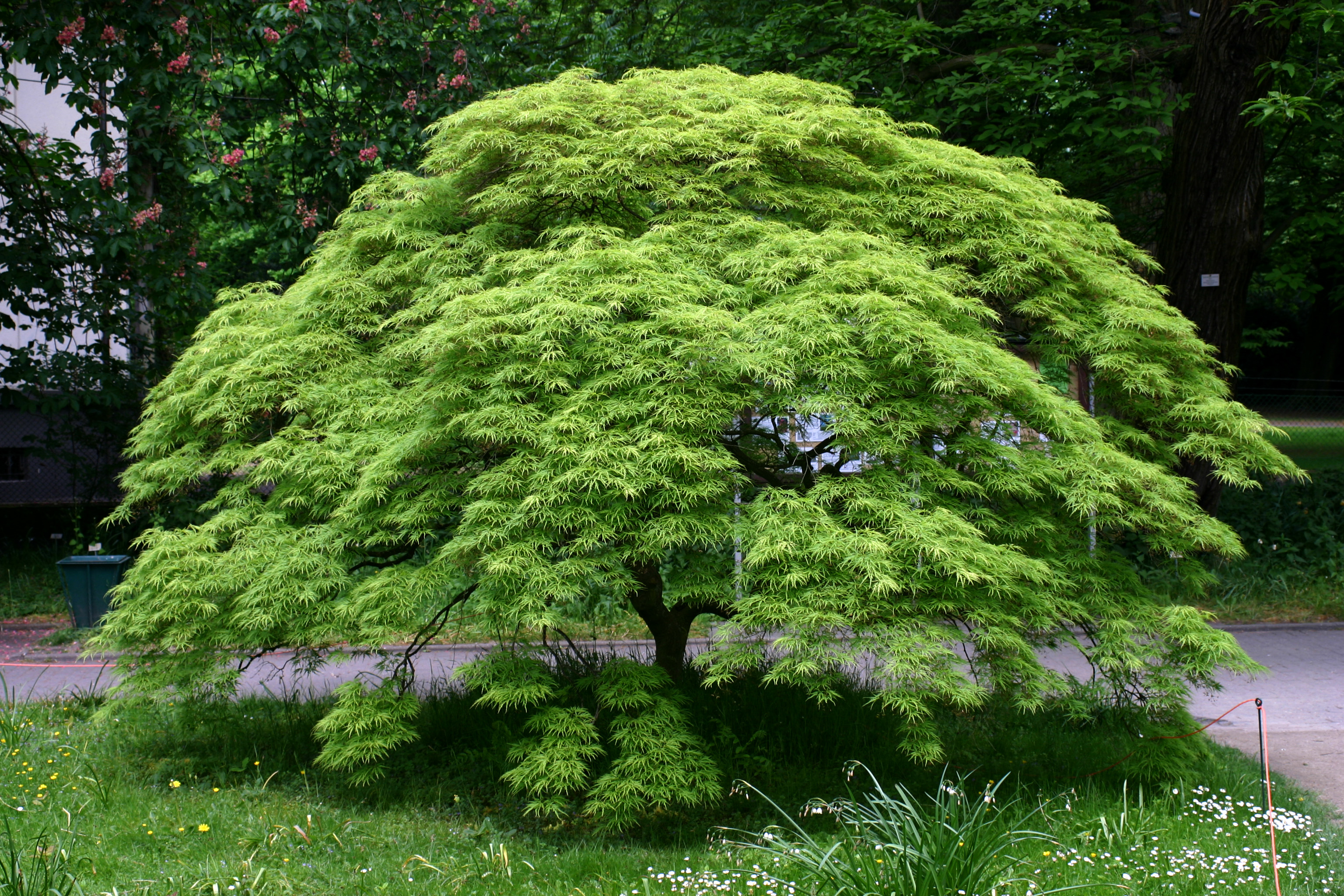
若木の樹形
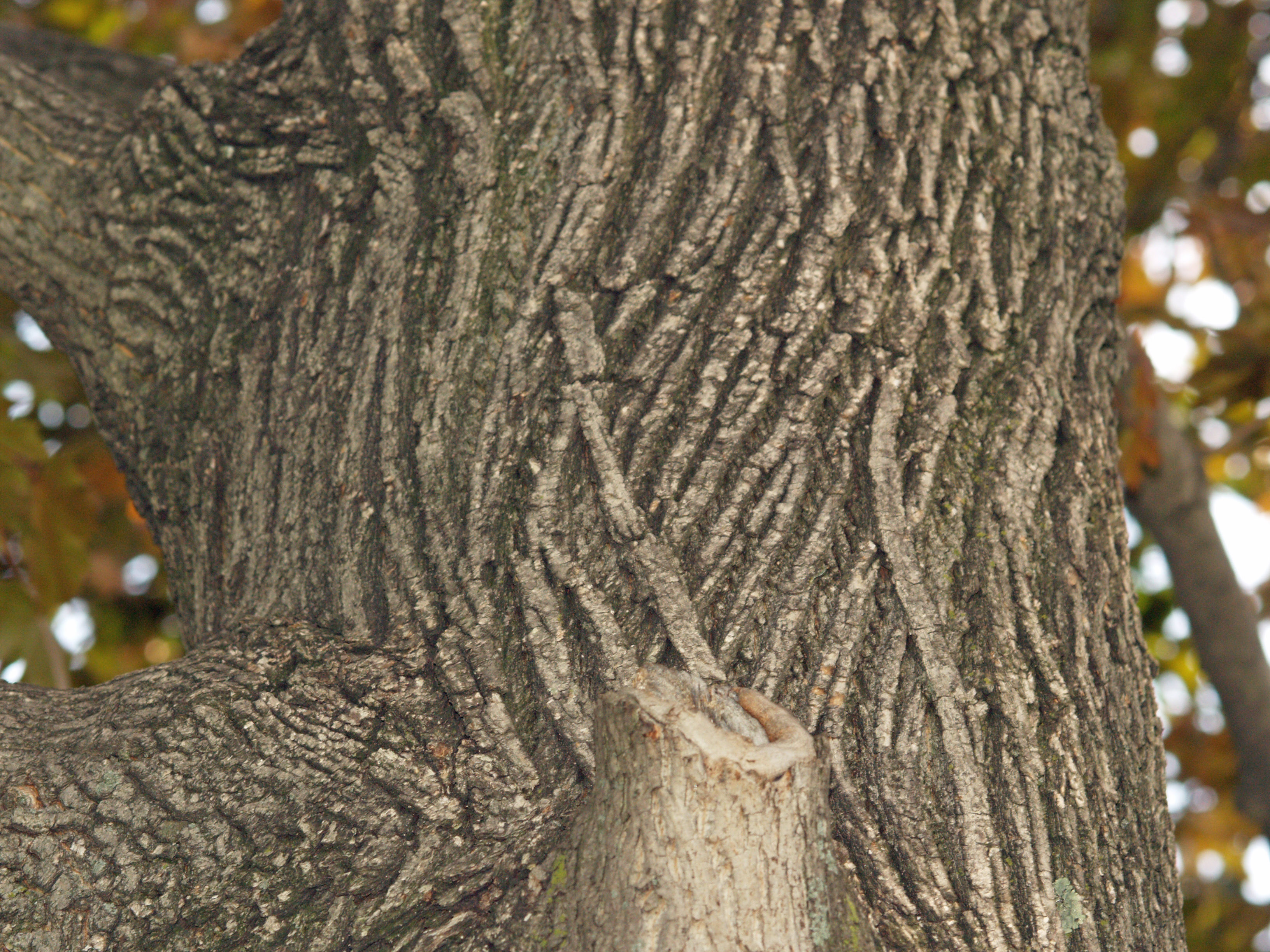
樹皮
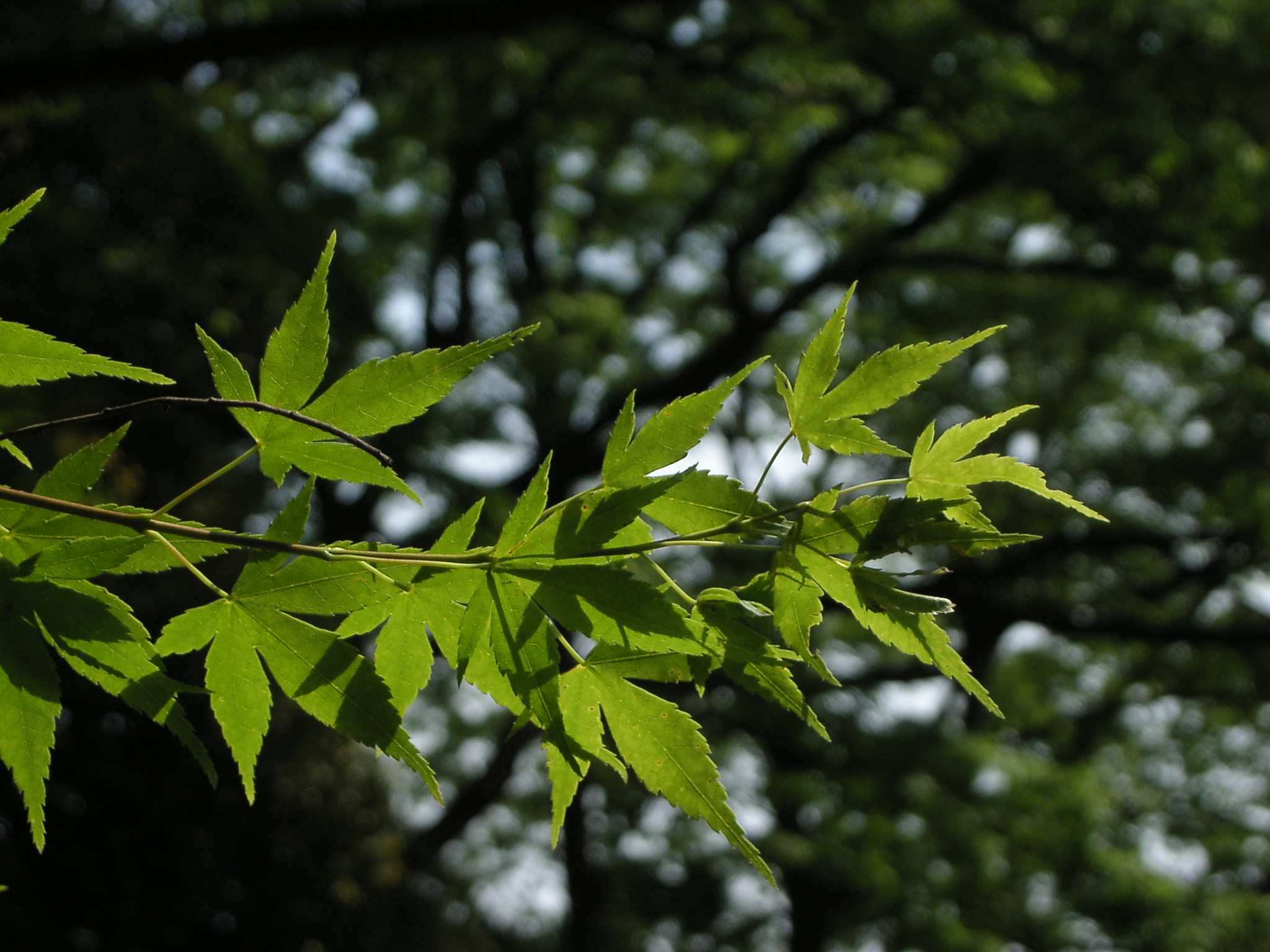
葉（紅葉前）
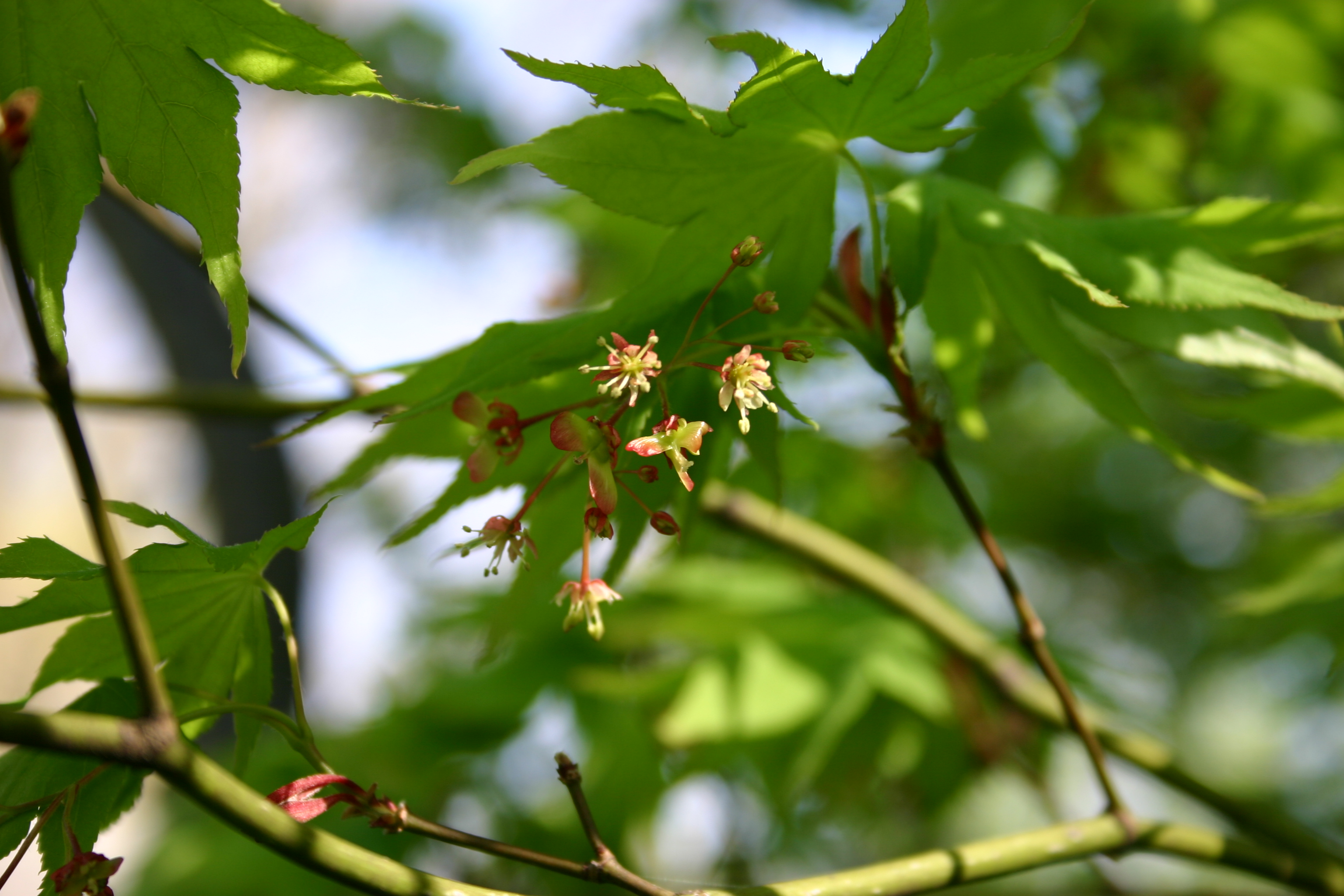
イロハモミジの花序
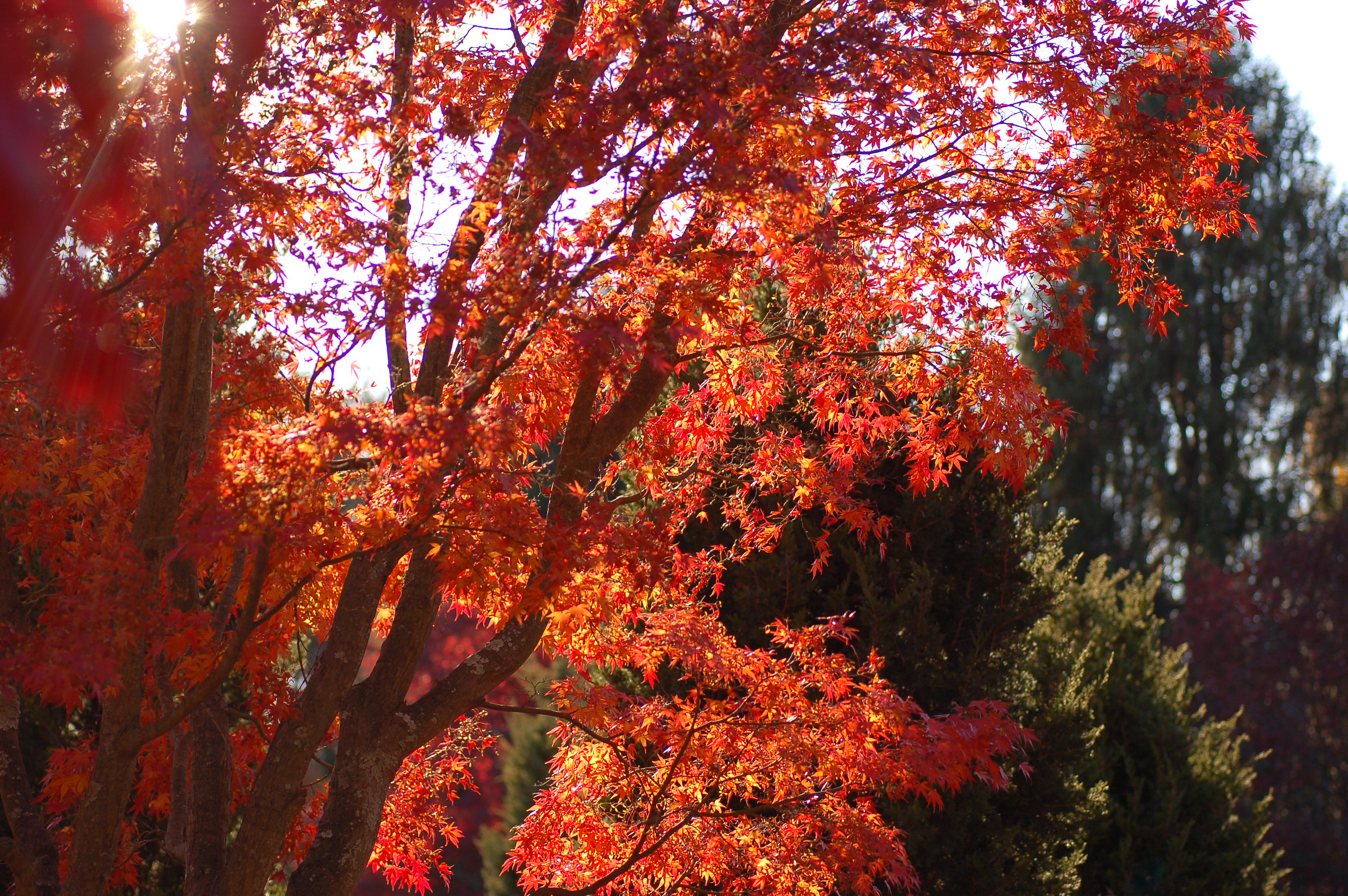
秋の紅葉
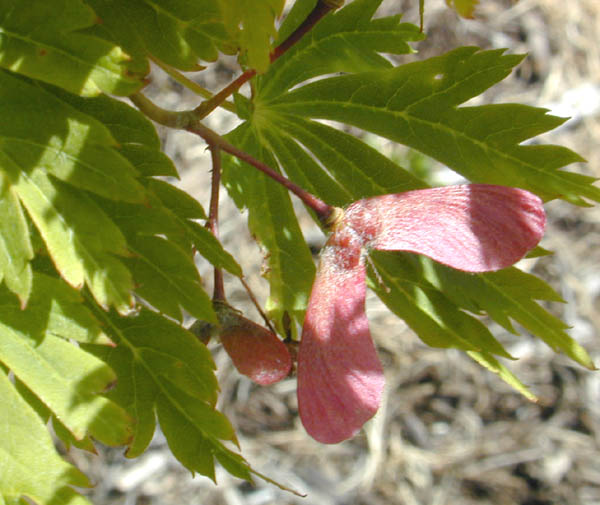
果実
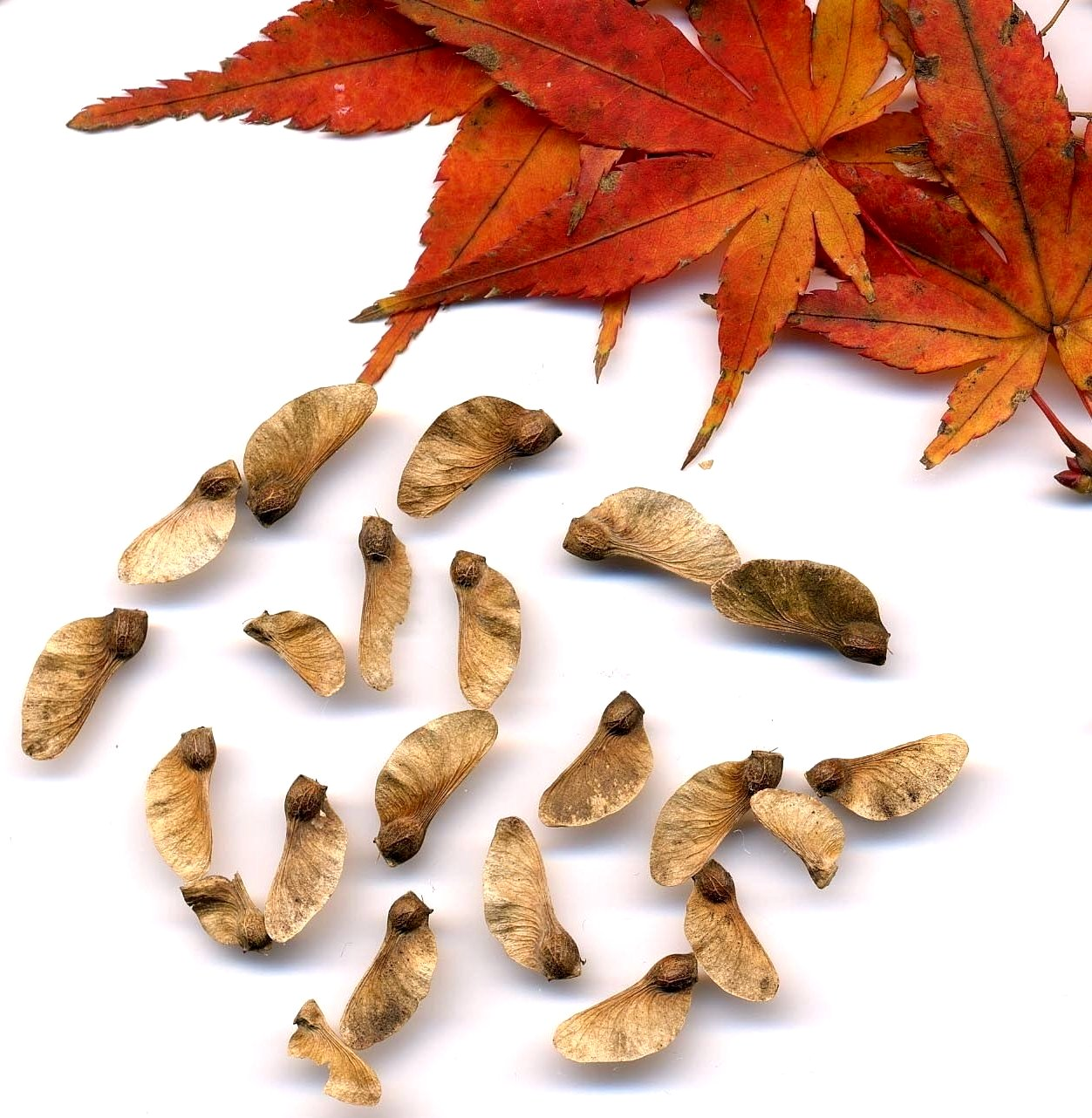
種子には翼がついている

## ヤマモミジ
ヤマモミジ（山紅葉、学名: Acer amoenum var. matsumurae）は、ムクロジ科カエデ属の落葉高木。イロハモミジの亜種 (Acer palmatum subsp. matsumurae (Koidz) Ogata) または変種とされる場合があるが、オオモミジの変種 (Acer amoenum var. matsumurae) とされる場合もある。和名は「山モミジ」の意味である。
日本の北海道・本州青森県から島根県の日本海側の多雪地に分布し、山地に生える。庭にも植栽される。落葉高木で、高さ5 - 10メートル (m) になる。タカオカモミジは本種の1変種である。若木の樹皮は滑らかで、太い幹の樹皮は縦に浅く裂ける。一年枝は細くて無毛で、つやのある黄緑色をしており、短冊状に葉痕が詰まっていることもある。
葉は径5 - 10 cmで掌状に7 - 9裂し、一般にイロハモミジより大きめになるが、変異が大きい。葉柄は長く、葉の基部は心臓形で、中央の裂片はやや長く先端は尾状に尖る。葉縁に大小不揃いの二重鋸歯があり、単鋸歯のオオモミジとは違いが見られる。秋の紅葉はイロハモミジと同様に美しい。
花期は晩春（5 - 6月）。新葉よりもわずかに早く、本年枝の先端から散房花序を出して、暗赤色の花を下向きにつける。花は雄花と両生花があり、花弁は5個、雄蕊は8個つき、萼片は濃紅色をしている。花が咲き終わると、花序（果序）の柄が上に持ち上がる。
果期は7 - 9月。果実は翼果で長さ2 cmあり、ほぼ水平に開く。
冬芽は紅色で目立ち、芽鱗8枚に包まれており、基部は膜質の鱗片に包まれ縁に毛がある。枝先に仮頂芽を2個つけ、側芽が枝に対生する。葉痕は三日月形からV字形で、維管束痕が3個つく。

## 変種・園芸種
本種には下記をはじめとする様々な変種があり、また紅葉を観賞するのに園芸品種も多く作出されている。
- ベニシダレ Acer palmatum var. dissectum Koidz.
- ノムラカエデ Acer palmatum var. sanguineum (Nakai)
- アオシダレ Acer palmatum f. aosidare Nemoto
- チリメンカエデ Acer palmatum f. dissecta (thunb.) Sieb.et Zucc.
- ヒガサヤマ Acer palmatum f. hikasayama Koidz.
- シメノウチ（アオノ七五三） Acer palmatum f. linearilobum (Nakai)
- オオサカズキ Acer palmatum f. ohsakazuki Koidz.

## 利用
イロハモミジは、美しい紅葉で知られる日本で最も有名なカエデである。庭や公園、街路、寺社に多く植えられ、都市部でも鮮やかな赤色に紅葉し、多くの人に愛でられている。一般にモミジといえば、本種やオオモミジ、ヤマモミジを差し、これらから多くの園芸品種も作り出されている。